# Stazione di Capannelle
La stazione di Capannelle è una fermata ferroviaria della città di Roma, situata sulla linea Roma-Cassino-Napoli, vicino all'omonimo ippodromo.

## Storia
La prima fermata di Capannelle entrò in servizio il 7 luglio 1856, in concomitanza all'apertura del tratto da Roma a Ciampino della ferrovia Roma-Frascati, con la denominazione di "Capannelle Prato delle corse". Questa assunse successivamente il nome di "Campo delle Corse".
La nuova stazione venne attivata il 18 dicembre 1939, contemporaneamente alla modifica del tracciato della ferrovia Roma-Albano fra Roma e Ciampino. Mantenne lo status di stazione fino al 2002, quando venne declassata da RFI a fermata impresenziata.

## Strutture e impianti
La fermata di Capannelle dispone di 2 binari, il primo per i treni in direzione Roma, il secondo per i treni diretti fuori Roma. È stata radicalmente ristrutturata nel 2000 e dotata di sottopassaggio e di 2 ascensori per il collegamento dei 2 binari, ma questi ultimi non sono mai entrati in funzione.
Durante la ristrutturazione è stato altresì realizzato un nuovo fabbricato, al posto di quello preesistente, destinato a bar, edicola e servizi igienici, ma anche questo non è mai entrato in funzione. All'esterno della fermata è presente un piccolo parcheggio di interscambio; sulla limitrofa via delle Capannelle transitano 4 linee di bus ATAC.

## Movimento
Nella fermata effettuano servizio viaggiatori i treni della linea FL4 aventi origine e destinazione Termini, Tuscolana, Tiburtina, Ciampino, Albano, Frascati e Velletri, eccetto un treno mattutino proveniente da Albano Laziale, nonché un treno della linea FL6 proveniente da Cassino e diretto a Roma Termini, con fermata nei soli giorni festivi.
La fermata serve i popolosi quartieri di Capannelle, Statuario, Villaggio Appio, Osteria del Curato 2.

## Interscambi
La fermata dispone dei seguenti servizi d'interscambio:
- Fermata autobus (linee ATAC 520, 789, 654, C11)